# Heimatmuseum Mittenwalde

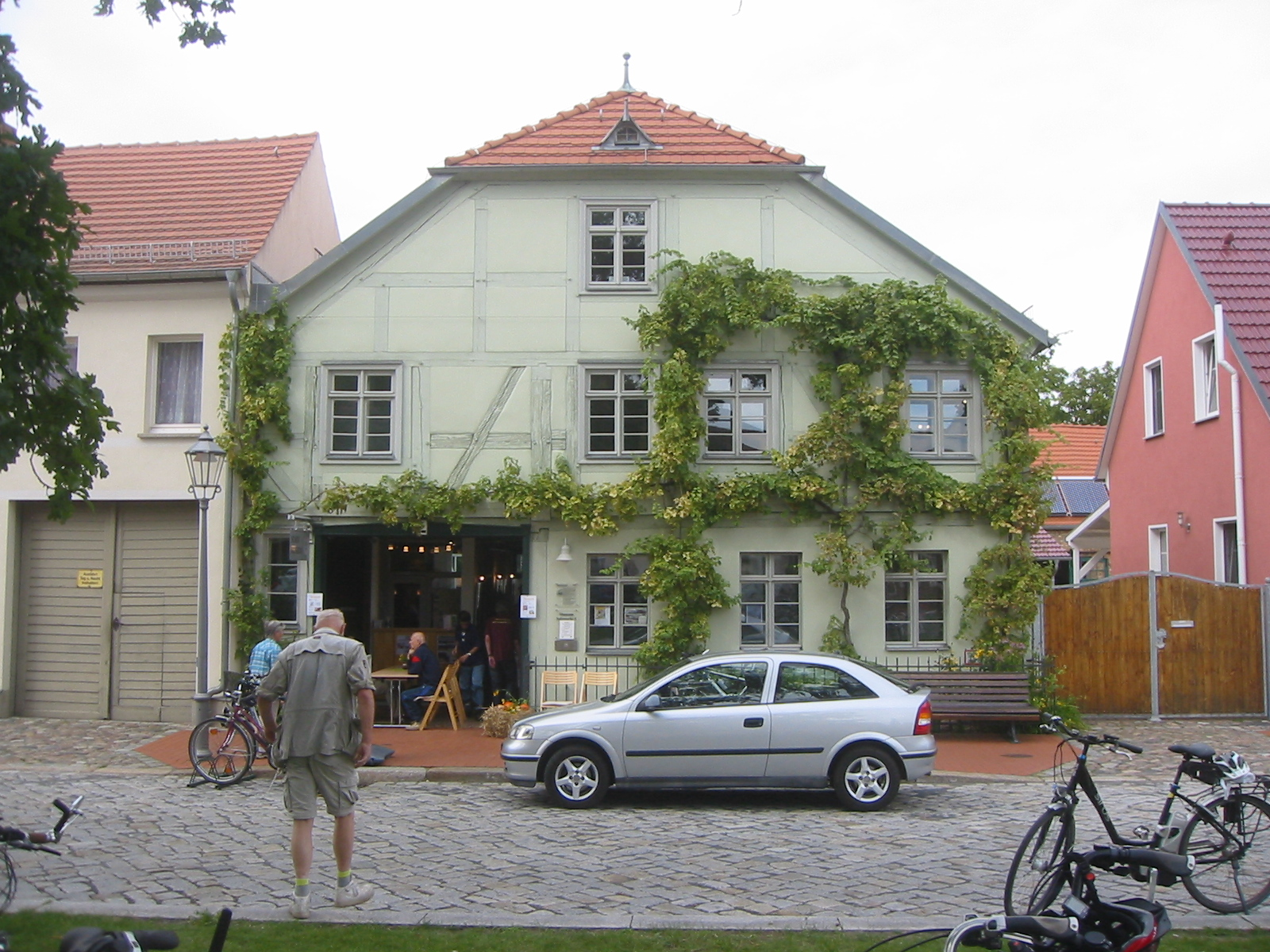
Heimatmuseum Mittenwalde

Das Heimatmuseum Mittenwalde ist ein volkskundliches Museum der Stadt Mittenwalde im Landkreis Dahme-Spreewald im Bundesland Brandenburg der Bundesrepublik Deutschland. Es befindet sich einem denkmalgeschützten Fachwerkhaus am Salzmarkt 5 im Zentrum der Stadt.

## Geschichte
Auf dem Grundstück des heutigen Heimatmuseums befand sich im 16. Jahrhundert  ein Gebäude mit aufgehendem Mauerwerk sowie einem Feldsteinkeller. Dieses Haus wurde vermutlich zum Ende des 16. bzw. zu Beginn des 17. Jahrhunderts durch ein Fachwerkhaus ersetzt. Bei diesen Arbeiten entstanden auch zwei Kellerräume aus Feldsteinmauern mit Zwischenmauerwerk und einem Gewölbe aus Backstein. Auffällig ist das homogene Mauerwerk, bei dem Steine im Format 28 × 14 × 8 cm genutzt wurden. Die Abmessungen unterscheiden sich von den Steinen, die beim Bau des Berliner Tors zur Anwendung kamen: Dort wurden Steine in den Maßen 27 × 13 × 10 cm verbaut. Die Backsteintonne im ersten Kellerraum fußt im Osten auf einem Feldsteinmauerwerk, das vermutlich noch vom Vorgängerbau stammt. Im Westen führt es direkt auf den Boden. Untersuchungen ergaben, dass sich die damalige Fassade an der Hofseite rund zwei Meter weiter nördlich befunden haben muss. Im 17., eventuell auch im 18. Jahrhundert entstand der heutige Fachwerkbau. Unklar ist bislang, ob das bestehende Gebäude abgerissen wurde oder einem Stadtbrand zum Opfer fiel. Aus dieser Zeit sind noch einige Ofenkacheln erhalten, die bei Ausgrabungen im zweiten Kellerraum und weiteren Gruben im Gebäude gefunden wurden. In dieser Zeit wurde das Tonnengewölbe im ersten Kellerraum teilweise abgebrochen. Man ersetzte es durch zwei steile Tonnensegmente, um so vom Erdgeschoss aus den Keller betreten zu können. Dadurch kam es zu einer Erhöhung des darüber liegenden Raumes um rund 30 cm. Auf der südlichen Mauer des ersten Kellers errichtete man eine Wand aus Trockenlehmziegeln, die bis ins zweite Obergeschoss reicht. In ihr findet man zwei Öffnungen. Über sie wurden vermutlich die Abgase des Ofens aus dem Gebäude geführt, da sich zumindest die zweite Öffnung unmittelbar über der Rauchküche befindet. Denkbar ist auch, dass es schlichte Fenster waren. In den darauf folgenden Jahrhunderten wurden Umbauen in Form von Wanddurchbrüchen und dem Setzen neuer Wände vorgenommen.
Im 19. Jahrhundert erhielt die Straßenfassade ein Backsteinmauerwerk. Über die Bewohner des Hauses ist nur vergleichsweise wenig überliefert. Als erster Eigentümer ist 1840 der Tischler Friedrich Schunk, anschließend Hermann und danach Hans Schunk bekannt. 1911 muss das Haus von den Erben bereits vermietet worden sein, denn im Adressbuch der Stadt findet sich kein Einwohner mehr, der den Nachnamen Schunk trug. Anschließend wohnte über viele Jahre ein Postbote, Otto Balke, in dem Haus. Die Mietverträge aus dieser Zeit sind noch erhalten und ebenfalls ausgestellt. Im Dezember 1952 bat Hildegard Schunk aus Wandlitz die Stadt Mittenwalde, die Verwaltung des Gebäudes zu übernehmen. Die Stadt kam diesem Wunsch nach und vermietete fortan das Grundstück mit den darauf befindlichen sechs Wohnungen. Durch ausbleibende Investitionen verfiel das Bauwerk jedoch zunehmend und war in den 1980er Jahren nicht mehr bewohnbar.
Im Jahr 1998 führte die Stadt umfangreiche Sanierungsarbeiten an dem Gebäude durch. Dabei wurden die oben beschriebenen Fundamente freigelegt und die Baugeschichte des Hauses dokumentiert. Die Arbeiten fanden unter der Leitung von Carl Pause vom Brandenburgischen Landesamt für Denkmalpflege und Archäologisches Landesmuseum in Wünsdorf statt. Im Oktober 2001 übergab die Stadt das Gebäude dem 1993 gegründeten Heimatverein, der bis zu dieser Zeit in der Yorckstraße 54 ansässig war. Die Eröffnung fand am 8. Juni 2002 statt. 2005 kamen ein Nachbargrundstück mit einer Schmiede sowie ein weiteres Grundstück hinzu, auf dem der Verein einen Weingarten mit rund 90 Rebstöcken der Sorte Regent und Phoenix anlegte. Die dort kultivierte Mittenwalder Museumstraube ist jedoch nur für repräsentative Zwecke gedacht und gelangt nicht in den freien Verkauf. Die Schmiede wurde im August 2011 eröffnet.

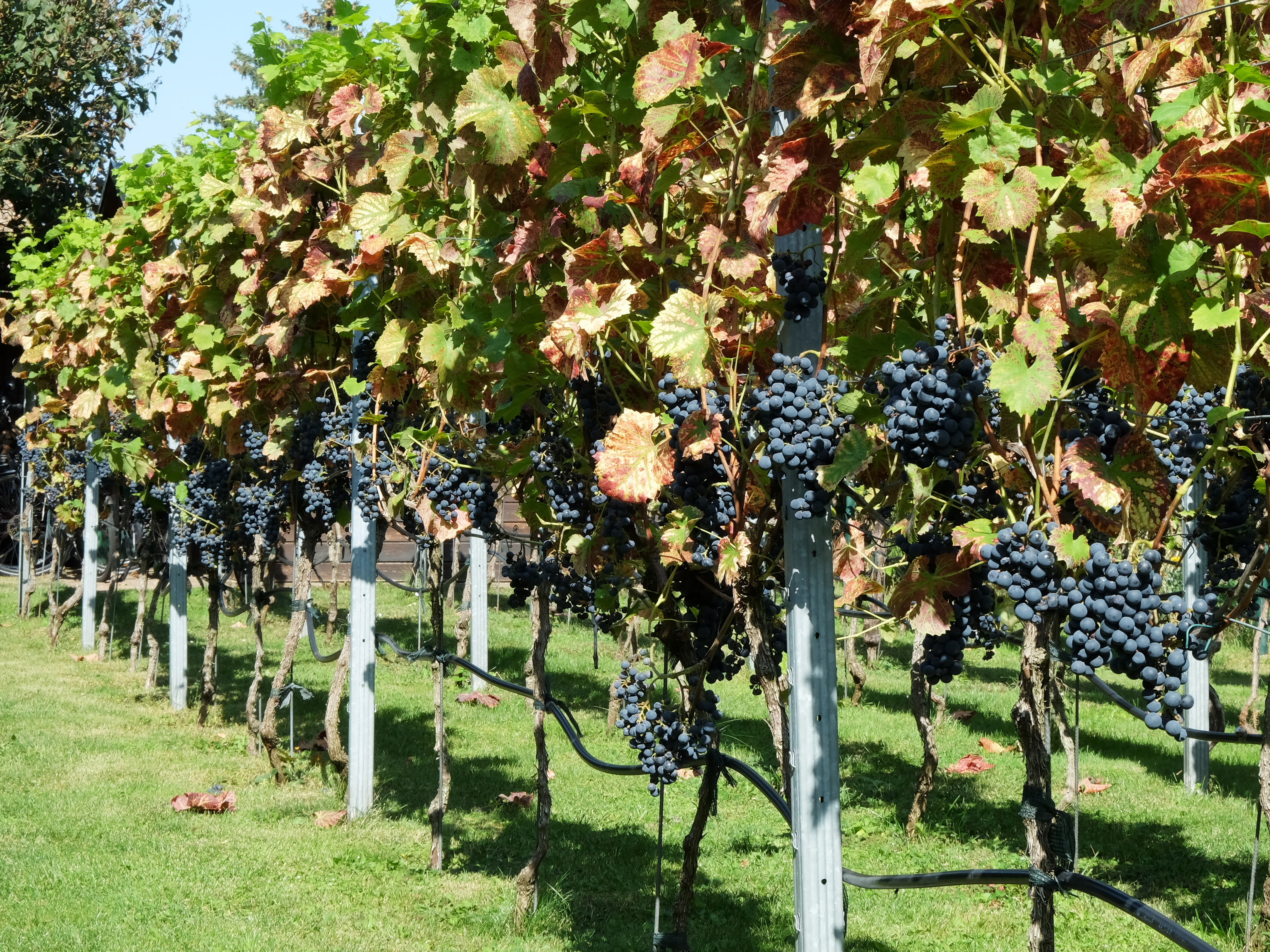
Im Weingarten des Museums

## Dauerausstellung

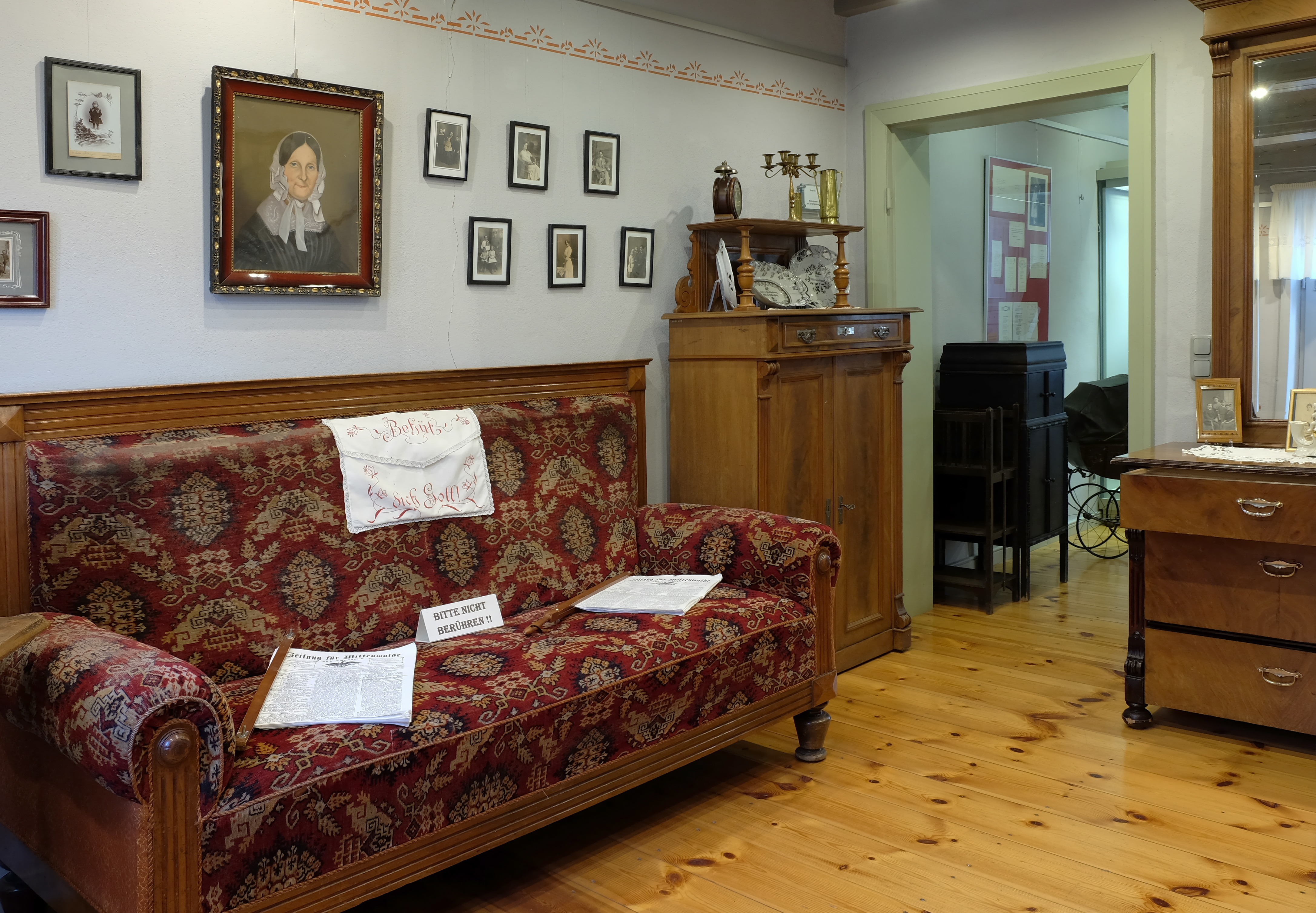
Gründerzeit Wohnzimmer

Das Museum zeigt in insgesamt 13 Räumen die Geschichte der Stadt vom Mittelalter bis zur Neuzeit. Der historische Keller mit dem Backsteingewölbe wurde hierzu freigelegt und zeigt typische Aufbewahrungssysteme aus dem 17. bis ins 19. Jahrhundert. Im Erdgeschoss ist ein Wohnzimmer aus der Gründerzeit zu sehen. Dies wird ergänzt durch Darstellungen der typischen Lebensweise im 19. und 20. Jahrhundert, gezeigt an Hochzeiten, dem Vereinsleben sowie einiger Hochräder. Zu sehen ist weiterhin die Geschichte der Stadtgründung, die Bedeutung des Salzes für die Bewohner dieser Zeit und die Entstehung der St.-Moritz-Kirche. Im Erdgeschoss befindet sich ein Café.
Im ersten Stock setzt sich die Geschichte der Stadt fort. Gezeigt werden die Auswirkungen der Pest, Stadtbrände und des Dreißigjährigen Krieges. Ein weiterer Raum zeigt den Küchenalltag im 19. und 20. Jahrhundert sowie bekannte Persönlichkeiten, die einen Bezug zu Mittenwalde hatten. Im Obergeschoss ist eine umfangreiche Ausstellung von Puppenhäusern zu sehen.